# Cordia borinquensis
Cordia borinquensis är en strävbladig växtart som beskrevs av Ignatz Urban. Cordia borinquensis ingår i släktet Cordia, och familjen strävbladiga växter. Inga underarter finns listade i Catalogue of Life.